# Hinduism Today
«Hinduism Today» — щоквартальний глянцевий журнал, опублікований Гімалайської академією в Капаа, Гаваї, США. Розповсюджується більш ніж в 60 країнах. Заснований Шива Субрамуніясвамі в 1979 рік у з метою поширення інформації про індуїстської вірі, культуру і традиції.
Спочатку називався як газета «The New Saivite World», яка була невеликою за обсягом чорно-білим нерегулярно виходив виданням. Шівая Субрамуніясвамі почав публікацію журналу з метою поширення своїх ідей в простій формі, у форматі, який було легко публікувати, читати і пересилати поштою. Газета не приділяла великої уваги філософських питань, яким були присвячені інші публікації Гімалайської академії, що почала видавничу діяльність ще в 1957.
У 1996 році газета «Hinduism Today» стала журналом. Протягом своєї історії, журнал перетворився і став висвітлювати різні питання, що можуть зацікавити індуса. Потім також почало виходити онлайн-видання. Читацька аудиторія журналу становить 275 000 чоловік, здебільшого з Північної Америки, Європи, Індії, Сінгапуру, Малайзії, ПАР і Маврикія.
Журнал ставить за мету висловити індуїстську точку зору з різних тем: освіти, культури, космології, філософії, етики, соціології, музиці, духовності, кінематографу, харчуванню та подорожам. Крім постійних авторів журналу, для «Hinduism Today» також пишуть його читачі. У журналі також існує особливий розділ, у якому публікуються матеріали відомих мислителів Сходу і Заходу. Журнал публікує багато статей, які зачіпають актуальні теми йоги, медитації, вегетаріанства, ненасильства, проблем навколишнього середовища та сімейного життя. " Hinduism Today "переслідує 6 основних цілей:
1. Зміцнити індуїстську солідарність як єдність у розмаїтті серед різних течій і напрямів індуїзму;
2. Інформувати та надихати індуїстів і цікавляться індуїзмом по всьому всьому світу;
3. Розвіяти міфи, помилки і дезінформацію про індуїзмі;
4. Захистити, зберегти і поширювати індуїстську релігію і священне знання Вед;
5. Займатися підтриманням та оглядом того, що відбувається у світі індуїстського ренесансу;
6. Публікувати матеріали для тих, хто задіяні у сфері індуїстського освіти і для індуїстів лідерів, які займаються розповсюдженням Санатана-дхарми.[6]